# Полет 109 на „Аерофлот“
Полет 109 на „Аерофлот“ е редовен вътрешен пътнически полет от летище „Домодедово“, Москва, до летище „Кадала“, Чита, с междинни спирания в Челябинск и Новосибирск, Руска съветска федеративна социалистическа република, Съюз на съветските социалистически републики, управляван от „Аерофлот“. На 18 май 1973 г. по време на последния етап от маршрута самолетът „Ту-104A“, който изпълнява полета, е отвлечен от терорист, който заявява, че ако не бъде откаран в Китай, ще детонира носената от него бомба. Малко след това е подаден сигнал до контрола на въздушното движение, че пътник в кабината настоява да се промени курсът на полета.
В 03:38 ч. е изпратено кодирано съобщение, което показва, че полетът е в опасност, но е прекъснато. Офицерът по сигурността на борда, 21-годишният Владимир Ежиков, прострелва два пъти похитителя, но след това бомбата се взривява. Диспечерът информира самолета за неговото местоположение спрямо летището, но не получава отговор и скоро след това машината изчезва напълно от радара. В 4:55 ч. екипажът на хеликоптер „Ми-8“ открива останките на самолета на 97 км западно от летището в Чита, те се простират по земята с ширина от над 10 км. Нито един от 81 души на борда на самолета не оцелява.
Свидетели съобщават за експлозия във въздуха, като според комисията, отговорна за разследването, самолетът се разпада във въздуха на няколко части в съответствие с рязка внезапна промяна в налягането. Съдебномедицинското изследване разкрива, че експлозията е причинена от пътника Чингис Юнусогли Рзаев, роден в Иркутск през 1941 г. При опит да проникне в пилотската кабина полицаят Владимир Ежиков го прострелва в гърба, но докато Рзаев лежи смъртно ранен, успява да активира бомбата, която се състои от над пет килограма тротил.